# Dood van Meta Hofman
Meta Hofman (Amsterdam, 20 mei 1948 - aldaar, 12 augustus 1981) was een vrouw die doodgeschoten werd door een politieagent wat veel maatschappelijke ophef veroorzaakte. De vervolging van de agent is doorgezet tot de Hoge Raad, en resulteerde in het Hofman-arrest, waarbij de agent vrijgesproken is, en waarbij ook het begrip noodweer verder uiteengezet is.

## Voorgeschiedenis
Meta Hofman kwam uit een arbeidersfamilie in Amsterdam-Noord. Haar vader was haringman op het Mosplein en was actief geweest in het communistisch verzet tijdens de Tweede Wereldoorlog. Hij nam tezamen met Meta's moeder Tine deel aan het verzet tegen de Vietnamoorlog en vader en moeder Hofman waren ook in andere delen van het Amsterdamse actiewezen geen onbekende gezichten. Meta trouwde rond haar twintigste met een werknemer van de Hoogovens, en verhuisde naar Alkmaar. Uit het huwelijk werden drie dochters geboren, maar het was geen gelukkig gezin. Meta's echtgenoot had losse handjes, en haar jongste dochter was langdurig ziek. Als gevolg hiervan gleed Meta in diepe depressies, en werd ze opgenomen in een psychiatrische kliniek. Toen ze daaruit kwam, was haar man een relatie met een andere vrouw begonnen en was met de kinderen naar een andere plek in Alkmaar verhuisd. Ze scheidde, en de voogdij over de kinderen werd aan haar ex-man toegewezen. Er was aanvankelijk geen omgangsregeling, maar ook toen die er wel was kreeg ze haar kinderen nauwelijks te zien. Ondertussen verviel ze in een zwervend bestaan en ontwikkelde ze een verslaving aan kalmerende middelen. Ze kwam uiteindelijk weer in Amsterdam terecht, waar ze via een hulpverlenende instantie aan een woning kwam, eerst in een studentenhuis en later een volwaardige woning aan het Javaplantsoen. In 1980 emigreerde haar ex-man zonder enige vooraankondiging  met de kinderen naar Australië. Het contact met haar dochters werd compleet verbroken, en procedures via de Raad voor de Kinderbescherming en andere instanties haalden niets uit.

## Dood
Uit protest tegen de instanties die haar niet hielpen het contact met haar kinderen te herstellen ging Hofman in 1981 in hongerstaking voor het Australisch consulaat te Amsterdam. Op 12 augustus 1981 kwam ze overspannen, en onder invloed van alcohol thuis, en gooide daar flessen uit het raam. Agenten in de buurt besloten daarop poolshoogte te nemen omdat men dacht dat er sprake was van een vechtpartij, een van hen kwam met een doorgeladen wapen de trap op. In de rommelige woning vinden ze een razende Hofman. Deze leek iets later gekalmeerd te zijn, en vroeg naar de keuken te mogen gaan om wat water te kunnen drinken. Dat deed ze echter niet, maar pakte daar een aardappelschilmesje en bedreigde de agent. Volgens het proces verbaal zei ze "Ik steek je kapot / Schiet maar, ik ben toch sneller, ik steek je kapot". Een van de agenten schoot eerst een keer in het plafond. Hofman liep echter nog steeds op de agenten af. De agent met het doorgeladen pistool, ene Cornelis V., deed een stap terug, botste tegen zijn collega op en vuurde vervolgens van zeer korte afstand, anderhalve meter, op Hofman en raakt haar in de hartstreek. Hofman stierf ter plekke.

## Nasleep

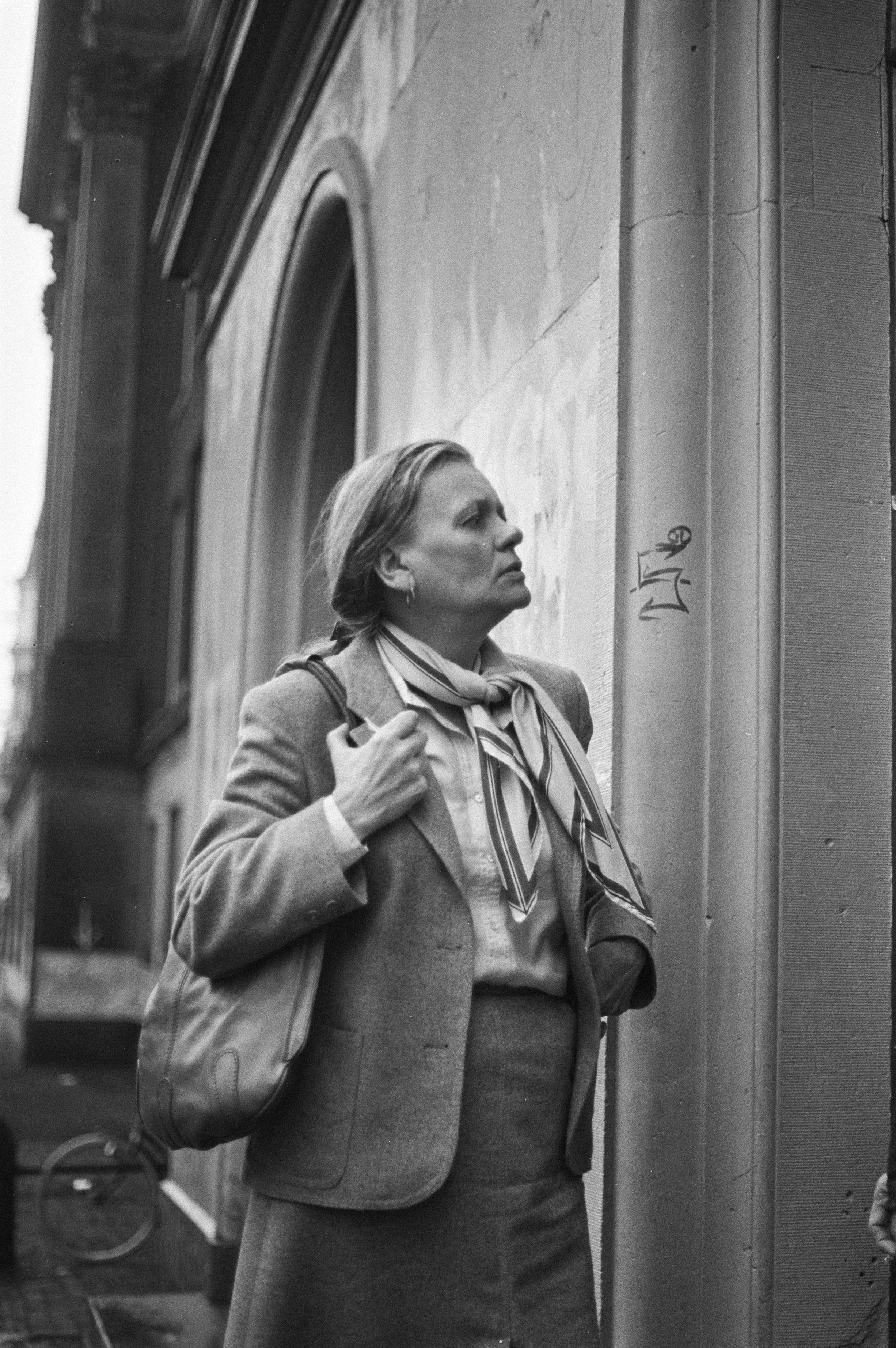
Tiny Hofman, moeder van door de politie doodgeschoten Meta Hofman, bij het Paleis van Justitie voor de behandeling van de zaak tegen de schutter. 20 november 1981

De dood van Hofman werd in de reguliere media, en op de destijds in Amsterdam populaire piratenzenders uitgebreid besproken. Hofman werd na een week onder grote publieke belangstelling begraven op de Oosterbegraafplaats. De agent die het dodelijke schot loste is vervolgd. Bij het Gerechtshof Amsterdam beriep de schietende agent zich op noodweer, en werd daarop ontslagen van alle rechtsvervolging. Dit arrest is in cassatie door de Hoge Raad bevestigd.